# Peder Nieuwenhuis
Peder Nicolaas Nieuwenhuis, född den 13 oktober 1842 i Amsterdam, död den 21 december 1924 i Köpenhamn, var en dansk militärförfattare.
Nieuwenhuis var holländsk sjökadett 1856-59, blev 1859 dansk officer, deltog i kriget 1864 och avancerade till generalmajor 1905 samt avgick 1910. Han utvecklade stor litterär verksamhet som militärhistoriker och -teoretiker. 
Av hans arbeten kan nämnas Den russiske Hærs Ledelse under Krigen 1904-05 (1912), Krigsproblemet belyst ved den danske Hærs Ledelse i de sidste Aarhundreder (1913), Krigsledelsen i en konstitutionel Stat (1917) och Den danske Hærs Udvikling siden 1864 (1918). 

## Utmärkelser
- Riddare av Dannebrogorden,  1881[2]
- Dannebrogsmännens hederstecken,  1891[2]
- Kommendör av Dannebrogorden,  1897[2]
- Kommendör av första graden av Dannebrogorden,  1907[2]

[Redigera Wikidata]